# Culture des céréales dans les années 1970
Cet article présente l'histoire de la culture des céréales dans les années 1970.

## Années 1970
Les années 1970 sont marquées par une croissance à nouveau très forte du commerce mondial des céréales, face à des pénuries importantes dans le monde en développement, qui entrainent une flambée des cours en 1974 et des embardées spéculatives de grande ampleur.

### La flambée des cours de 1974 et l'intervention de l'ONU
Au milieu des années soixante-dix, des importations massives par l’URSS, tout à fait inattendues, causent une chute des stocks mondiaux de céréales à un niveau exceptionnellement bas et la flambée des cours. Les pays en développement devinrent préoccupés par la sécurité de leurs approvisionnements, et les économistes parlent de « crise alimentaire mondiale ». Une Conférence mondiale de l’alimentation est spécialement convoquée par les Nations unies en 1974, qui adopta une résolution prévoyant la fourniture annuelle d’au moins 10 millions de tonnes de céréales en guise d’aide alimentaire. Les Nations unies demandent aussi aux gouvernements d’envisager la création de réserves de céréales, réparties en différents points stratégiques. Une nouvelle conférence, en 1978-79, se concentra sur cette question des stocks de blé et tenta de négocier une nouvelle Convention sur le commerce du blé (CCB) mais échoua sur les deux questions, en particulier en raison de différends sur les niveaux de prix susceptibles de déclencher une intervention sur les stocks de blé. La CCB de 1971 fut donc prorogée telle quelle jusqu’en 1986.

### La production de céréales américaines double entre 1970 et 1980
Les années 1970, plutôt marquées par un ralentissement de la croissance mondiale après l'augmentation brutale du prix du pétrole, sont des années fastes pour les échanges agricoles, grâce à l'explosion de la demande solvable : les pays du sud s’endettent, pour profiter de la forte inflation, les pays pétroliers recyclent leurs dollars et l’URSS se met à importer massivement. À partir de 1975, les États-Unis ont en particulier commencé à vendre du blé en grande quantité à la Russie, sous forme d'accords quinquennaux. Les échanges internationaux de céréales passent de 100 millions de tonnes en 1970 à 200 millions en 1980.
Les États-Unis en profitent pour consolider un excédent agricole, qui permet d'atténuer les effets de la dégradation de leur balance des échanges industriels. Au début des années 1980, ils assurent 50 % des exportations mondiales de blé, 60 % des exportations mondiales de maïs et 80 % des exportations mondiales de soja graine. Résultat de 1970 à 1981, la production américaine de blé passe de 37 à 76 millions de tonnes, celle de maïs de 105 à 208 millions de tonnes, celle de soja de 31 à 57 millions de tonnes. Ce doublement quasi-général des récoltes a été obtenu au prix d'une forte réduction des surfaces en jachère et d'une sélection génétique renforcée, pour mettre en culture les zones semi arides, situées à la frontière des zones traditionnelles de production de blé.

### Les exportations européennes de blé triplent sur la décennie
La forte hausse des cours mondiaux des céréales au milieu des années 1970 les rapprochent des prix européens, qui restent élevés. Du coup, les subventions (restitutions) à verser aux exportateurs européens pour couvrir l'écart de prix entre marché européen et mondial, restent supportables pour le budget de l'Union européenne, qui décide de transformer sa politique d’autosuffisance en politique d'exportation notamment en production céréalière. Les exportations européennes de blé restent loin derrière celles des États-Unis, mais triplent, passant à 15 millions de tonnes au début des années 1980.

### Le renforcement du négoce international en Suisse
Des dizaines de traders internationaux en céréales s’établirent en Suisse dans les années 1970, dans le sillage de ce qu'a lancé Cargill en 1966 pour les relations avec l'URSS, mouvement qui se poursuivra, bien au-delà, lors des années suivantes. Conti déménagera sa filiale Finagrain de Paris vers Genève dans les années 1970. Louis-Dreyfus et Bunge opéreront depuis Zurich dans les années 1980, par l’intermédiaire de Zurfin et Socef, avant de s’implanter à Genève – Louis-Dreyfus y a son siège européen depuis 2006. ADM, le quatrième géant mondial du négoce agricole, choisira pour s'implanter la ville de Rolle en 2007.

### Reconnaissance des «semences paysannes» pour la biodiversité agricole
Vers la fin des années 1970, la prise de conscience de l'érosion génétique suscite une reconnaissance des semences de variétés de céréales « de pays », pour la biodiversité agricole. En 1975, Harlan en fait une description précise. Suivent les propositions de Brown en 1978, de Frankel et Soulé en 1981, de Hawkes en 1983, l'année où, sous l'impulsion du biologiste Jean Pernès, nait le Bureau des ressources génétiques. En 1987 Jacquemart distingue la variété régionale de la variété locale. Dans la foulée, l'Académie d'Agriculture de France réalise des synthèses montrant qu'il est nécessaire d'être prudent quant à l'évaluation de l'évolution de la diversité génétique des plantes cultivées.
Au niveau international d'importants traités seront conclus lors des deux décennies suivantes. À la suite de la signature en 1992, de la Convention sur la diversité biologique, l'Europe adopte la directive 98/95/CE qui introduit pour la première fois dans ses réglementations le terme de variété de conservation. Le Traité international sur les ressources phytogénétiques pour l'alimentation et l'agriculture de 2001, vient s'opposer tant aux conventions UPOV défendant les droits des obtenteurs qu'au système de brevet sur le vivant, en affirmant le droit des agriculteurs.

### Les riz hybrides et le séquençage du génome
Dès la fin des années 1970 arrivent les premières variétés de riz hybrides. Leur succès amène à travailler sur le séquençage du génome su riz et une première carte fait son apparition en 1988. Entre 1984 et 2004, les surfaces cultivées en riz à l'échelle mondiale vont progresser de 6 % et rendements de 19 %, ce qui se traduit par une production mondiale augmentée de près d'un tiers.